# الحانوت

تعديل مصدري - تعديل

الحانوت هي إحدى قرى عزلة  الوضيع بمديرية الوضيع التابعة لمحافظة أبين، بلغ تعداد سكانها 22 نسمة حسب تعداد اليمن لعام 2004.